# ويليام إس. موريس
ويليام إس. موريس (بالإنجليزية: William S. Morris)‏ هو سياسي أمريكي، ولد في 8 نوفمبر 1919 في هيغينزفيل في الولايات المتحدة، وتوفي في 4 مارس 1975. حزبياً، نشط في الحزب الديمقراطي.